# Aldana Cometti
Aldana Cometti, née le 3 mars 1996 à Buenos Aires, est une footballeuse internationale argentine. Elle évolue au poste de défenseure au Madrid CFF, dans le championnat d'Espagne féminin. Titulaire au sein de l'équipe nationale d'Argentine, elle participe à la Coupe du monde 2019 organisée en France.

## Biographie
Avec l'équipe d'Argentine, elle participe à la Copa América en 2014 puis en 2018. Elle se classe troisième de l'édition 2018.
En 2019, elle fait partie des 23 joueuses argentines retenues afin de participer à la Coupe du monde organisée en France.

## Palmarès

### En sélection
- Troisième de la Copa América en 2018 avec l'équipe d'Argentine

### En club
- Vainqueur de la Copa Libertadores féminine en 2018 avec l'Atlético Huila